# Teyleria koordersii
Teyleria koordersii là một loài thực vật có hoa trong họ Đậu. Loài này được (Backer) Backer miêu tả khoa học đầu tiên.